# Aulaconotus gracilicornis
Aulaconotus gracilicornis là một loài bọ cánh cứng trong họ Cerambycidae.